# Сексофобія
Сексофобія — страх перед статевими органами або сексуальною діяльністю і, в більш широкому сенсі, страх перед сексуальністю. Як таке, його можна застосувати до ставлення людини на основі її освіти, особистого досвіду та психіки, або до загальної стигматизації з боку колективних організацій, таких як релігійні групи, установи та/або держави.

## Здоров'я
Сексофобія в клінічній розмові впливає на те, як пацієнти розмовляють зі своїми лікарями, оскільки вона проявляється в комунікаційних стратегіях, які використовуються для обговорення особистих проблем зі здоров'ям. У цьому сенсі використання лікарями нейтральної та завуальованої лексики може перешкодити пацієнтам відкрито говорити про свої сексуальні проблеми.
Історик і соціолог Сінді Паттон визначила сексофобію як одну з головних тенденцій, що характеризують розвиток другої фази епідемії ВІЛ у Великобританії, поряд з гомофобією і гермофобією.